# 阿久津仁愛
阿久津 仁愛（あくつ にちか、本名同じ、2000年12月23日 - ）は、日本の俳優である。栃木県出身。キューブ所属。C.I.A.のメンバー。

## 人物
- 仁愛の名前は「仁愛（じんあい）」の意味で、思いやりのある子どもに育ってほしいという願いから親が命名[2]。
- 2014年、親と姉の薦めにより第27回ジュノン・スーパーボーイ・コンテストに応募。準グランプリを獲得しキューブに所属。
- 2016年、ミュージカル・テニスの王子様3rdシーズン 主役・越前リョーマ役に抜擢（9・10代目越前リョーマ役）。
- C.I.A.という株式会社キューブに所属する『Infinity（無限）』な可能性を秘めたアーティスト達のサポーターズクラブに所属している。
- ジュノン・スーパーボーイ・コンテストへの応募には血液型B型となっているがその後検査したところ実際はO型であったことが判明。
- 姉一人、妹二人の四人兄妹の長男。
- 実家で2匹の猫を飼っている。茶トラがれぃ、キジトラがくぅという名前。
- 好きな色は紫。
- 特技はソフトテニス、ボイスパーカッション、お腹ウェーブ等。
- MBTIはINTP。

## 出演

### 舞台
- ミュージカル・テニスの王子様3rdシーズン - 主演・越前リョーマ 役（2016年 - 2020年）[3]
  - 青学vs六角（2016年12月22日 - 2017年2月12日、TOKYO DOME CITY HALL 他）
  - Dream Live 2017（2017年5月26日 - 28日、横浜アリーナ）
  - 青学vs立海（2017年7月14日 - 10月1日、TOKYO DOME CITY HALL 他）
  - TEAM Party SEIGAKU・ROKKAKU（2017年10月26日 - 11月5日、AiiA 2.5 Theater Tokyo 他）
  - 青学vs比嘉（2017年12月21日 - 2018年2月18日、TOKYO DOME CITY HALL 他）
  - Dream Live 2018（2018年5月5日 - 6日、神戸ワールド記念ホール / 5月19日 - 5月20日、横浜アリーナ）
  - 全国大会 青学vs氷帝（2018年7月12日 - 9月24日、TOKYO DOME CITY HALL 他）
  - TEAM Party SEIGAKU・HIGA（2018年10月17日 - 28日、AiiA 2.5 Theater Tokyo 他）
  - テニミュ文化祭2018（2018年11月23日 - 24日、池袋サンシャインシティ ワールドインポートマートビル4階 展示ホールA）
  - 青学vs四天宝寺（2018年12月20日 - 2019年2月17日、日本青年館ホール 他）
  - 全国大会 青学vs立海-前編-（2019年7月11日 - 9月29日、TOKYO DOME CITY HALL 他）
  - 秋の大運動会2019（2019年10月8日 - 9日、横浜アリーナ）
  - 全国大会 青学vs立海-後編-（2019年12月19日 - 2020年2月16日、日本青年館ホール 他）
  - Thank-you Festival 2020（2020年2月26日 - 3月1日、カルッツかわさき ホール)
  - Dream Live 2020（2020年5月22日 - 24日、大阪城ホール / 5月29日 - 31日、ぴあアリーナMM）⇒コロナウイルスの為全公演中止[4]
- 音楽劇『プラネタリウムのふたご』（2021年2月6日 - 23日、東京芸術劇場 プレイハウス 他） - Ｗ主演・タットル 役
- 舞台『鬼滅の刃』其ノ弐 絆（2021年8月7日 - 31日、天王洲 銀河劇場 他） - 累 役[5]
- 野外劇 ロミオとジュリエット イン プレイハウス（2021年10月15日 - 17日、東京芸術劇場 プレイハウス） - Ｗ主演・ジュリエット 役
- ｢迷宮歌劇｣美少年探偵団（2021年12月31日 - 2022年1月10日、天王洲 銀河劇場） - 主演・双頭院学 役
- 『それを言っちゃお終い』（2023年3月3日 - 2023年3月5日、六本木トリコロールシアター）
- 朗読劇「美男ペコパンと悪魔」（2023年3月10日・15日、DDD AOYAMA CROSS THEATER） - ペコパン 役[6]
- 『HUNTER×HUNTER』THE STAGE ・キルア 役（2023年 - ）
  - 『HUNTER×HUNTER』THE STAGE（2023年5月12日 - 28日、天王洲 銀河劇場） - 
  - 『HUNTER×HUNTER』THE STAGE 2（2024年3月16日 - 4月14日、天王洲 銀河劇場 他）
  - 『HUNTER×HUNTER』THE STAGE 3（2025年5月17日 - 6月15日、天王洲 銀河劇場 他）[7]
- 本格ミステリー歌劇「46番目の密室」（2023年10月15日 - 22日、KAAT 神奈川芸術劇場<ホール>） -  檜垣光司 役
- 東映ムビ×ステ 舞台『邪魚隊／ジャッコタイ』（2024年8月9日 - 9月8日、サンシャイン劇場 他） -  水野平馬 役[8][9]
- MMJプロデュース公演「しばしとてこそ」（2025年2月21日 - 3月2日、新国立劇場 小劇場） - 主演・ダイチ 役[10]

### テレビドラマ
- 俺のスカート、どこ行った?（2019年4月20日 - 6月22日、日本テレビ） - 光岡慎之介 役[11][12]
- 未来への10カウント（2022年4月14日 - 6月9日、テレビ朝日） - 天津大地 役[13]
- FLAIR BARTENDER'Z（2022年7月21日 - 8月25日、MBS・テレビ神奈川） - 主演・黒沢瑛人 役
- アトムの童 第7話 - 最終話（2022年11月27日 - 12月11日、TBS） - 佐々木 役
- ZIP! 朝ドラマ「パパとなっちゃんのお弁当」（2023年1月19日 - 3月17日、日本テレビ） - 本郷拓也 役
- 何かおかしい2 第10話（2023年6月6日、テレビ東京） - 京極謙信 役
- around1/4 アラウンド・クォーター（2023年7月9日 - 9月24日、朝日放送テレビ） - 目黒瞬 役[14]
- BLドラマの主演になりました クランクイン編（2024年1月2日、テレビ朝日） - 主演・青柳萌 役（阿部顕嵐とのW主演）[15]
- ナースが婚活（2024年1月12日 - 3月1日、テレビ東京） - 大沢緒人 役[16]
- バントマン（2024年10月12日 - 12月21日、東海テレビ・フジテレビ） - 吉岡葉留樹 役[17][18]
- D&D〜医者と刑事の捜査線〜（2024年10月18日 - 11月29日、テレビ東京） - 込山塁 役[19]
- 家政婦クロミは腐った家族を許さない（2025年1月11日 - 3月29日、テレビ東京） - 灰原千翠 役[20]

### インターネットテレビ
- Online♥Reading「百合と薔薇」Vol.01（2020年6月20日、ABEMA） - 夏目ゆうき 役
- マイルノビッチ（2021年2月12日 - 4月2日、Hulu） - 香月未来 役[21]
- LINELIVEショートドラマ企画「怪奇物件探偵X」（2021年4月17日 - 18日、LINE LIVE） - 主演・光永稔 役
- ヤコ、ショウがクセになる。（2022年2月11日 - 3月25日、Paravi） - 高田将二 役
- BLドラマの主演になりました クランクアップ編（2023年12月24日 - 2024年1月1日、TELASA） - 主演・青柳萌 役（阿部顕嵐とのW主演）[15]
  - 続・BLドラマの主演になりました（2025年6月13日 - 7月25日、TELASA）[22][23]

### 映画
- ツナガレラジオ〜僕らの雨降Days〜（2021年2月11日） - クッパ 役[24]
- 中2映画プロジェクト『従姉妹協奏曲』- 春山拓也 役
- 美男ペコパンと悪魔（2023年6月2日） - 主演・ペコパン / 青木隼人 役（下尾みうとのW主演）[25][26]
- 邪魚隊 / ジャッコタイ（2024年5月31日） -  水野平馬 役[8]

### テレビ番組
- ごちそんぐDJ（NHK Eテレ） - ジンジャーエール
- あにレコTV（テレビ東京）
  - （2017年10月10日） - ゲスト
  - （2018年12月4日） - ゲスト
  - （2019年8月20日） - VTR出演
  - （2019年11月19日） - ゲスト
- 有吉反省会（2018年7月14日・21日、日本テレビ） - 反省人
- 2.5次元ナビ!（2018年7月20日、日テレプラス） - ゲスト
- 沼にハマってきいてみた（2018年10月22日、NHK） - ゲスト
- 超問クイズ! 真実か?ウソか?（2019年4月5日、日本テレビ） - 俺のスカート、どこ行った? 代表ゲスト
- 有吉ゼミ（2019年4月22日・5月6日、日本テレビ） - スペシャルゲスト
- ZIP!（2019年6月13日、日本テレビ） - 『ハックツ！』 コーナー
- お願い!ランキング（2021年4月22日・5月17日、テレビ朝日） - う大2.5
- オールスター合唱バトル（2024年7月14日、フジテレビ） - ミュージカル合唱団
- めざましテレビ（2024年7月19日、フジテレビ） - エンタメPick Up

### CM
- MMORPGモバイルゲーム「ツリーオブセイヴァー：ネバーランド」（2024年）

### 配信番組
- Ｂハイ～映えBOYZハイスクール～（2021年11月7日 - 2024年3月13日）

### イベント
- 郁巳と仁愛の『しゃべり部！』初部会（2018年3月24日 - 25日、東京カルチャーカルチャー）
- C.I.A. presents「春のファン祭り」（2018年3月26日、山野ホール）
- 許斐剛★パーフェクトLIVE～一人オールテニプリフェスタ2018～（2018年6月10日、パシフィコ横浜 国立大ホール） - ミュージカル・テニスの王子様3rdシーズン・越前リョーマ 役
- C.I.A.presents「MISSION IN SUMMER」（2018年8月20日 - 21日、CBGKシブゲキ!!）
- 第2回 郁巳と仁愛のファン感謝イベント『しゃべり部！』～入部しちゃっていいよ！～（2018年11月4日、東京カルチャーカルチャー）
- C.I.A.presents「SUPER LIVE 2018」映像出演（2018年12月28日 - 29日 、品川インターシティホール）
- C.I.A.presents「NEW YEAR EVENT 2019」（2019年1月14日、品川インターシティホール）
- 阿久津仁愛1stソロイベント『にちかの絵日記』（2019年5月3日、東京カルチャーカルチャー）
- MISSION IN SUMMER 2019 ～令和もよろしくC.I.A.的？夏の運動会～（2019年8月26日 - 27日、品川インターシティホール）
- 「阿久津仁愛 in Thailand vol.1」リリースイベント（2019年8月24日、HMV&BOOKS SHIBUYA 7F イベントスペース）
- DERAGAYA! 阿久津仁愛×宇野結也『笑いのカド』（2019年10月14日、名古屋 コンベンションホール）
- 第3回 郁巳と仁愛のファン感謝イベント『しゃべり部！』～新部室！！おめでとうパーティー～（2019年10月22日、東京証券会館ホール）
- 「阿久津仁愛 in Thailand vol.1」追加リリースイベント（2019年10月19日 - 27日、東京 / 大阪 / 愛知 / 福岡）
- メイワン 阿久津仁愛トークイベント（2019年11月9日、浜松駅周辺）
- C.I.A.presents「SUPER LIVE 2019」映像出演（2019年12月27日 - 29日、品川インターシティホール）
- C.I.A.presents「NEW YEAR EVENT 2020」（2020年1月13日、品川インターシティホール）
- 「阿久津仁愛 in Thailand vol.2」リリースイベント（2020年11月8日、12月6日、HMV&BOOKS　SHIBUYA）
- 阿久津仁愛2ndソロイベント『にちかの絵日記』（2020年12月26日 - 27日、iTSCOM STUDIO &HALL 二子玉川ライズ）
- 健人×阿久津仁愛「カメラ男子 プチ旅行記 富山編」完成披露イベント（2021年2月27日、江戸東京博物館 大ホール）
- C.I.A. presents「超 春のファン祭り」（2021年3月21日、品川インターシティホール）
- 「カメラ男子 プチ旅行記 〜大分編・富山編〜」合同感謝祭（2021年7月3日、サンパール荒川大ホール）
- 阿久津仁愛 in Thailand DVD発売記念オンライン個別お話し会（2021年9月2日 - 3日）
- 超MISSION IN SUMMER 2021～天下分け目の品川大合戦！統一するのは俺達だ！(仮)～（2021年9月4日、品川インターシティホール）
- 第4回 郁巳と仁愛のファン感謝イベント『超しゃべり部！4』（2021年11月3日、東京証券会館ホール）
- 「超SUPER LIVE 2021」（2021年12月28日 - 29日、豊洲PIT）
- C.I.A.presents「本気の運動会2022」（2022年7月10日、アリーナ立川立飛）
- 阿久津仁愛 BDイベント2022〜にち会〜（2022年12月24日 - 25日、iTSCOM STUDIO &HALL 二子玉川ライズ）
- C.I.A.presents「春のI(ラブ)争奪最終決戦」（2023年4月9日、品川インターシティホール）
- しゃべり部！5（2023年10月8日、TOKYO FM HALL）
- C.I.A. presents 「SUPER LIVE FINAL」（2023年12月28日 - 29日、豊洲PIT）
- C.I.A. presents「FUNミーティング vol.1」（2024年5月5日、CBGKシブゲキ！！）
- C.I.A.presents「SUPER LIVE FINAL」Blu-rayお渡し会（2024年7月15日、池袋・サンシャインシティ 展示ホールD）
- C.I.A.presents「SUPER LIVE FINAL」Blu-ray 上映会イベント（2024年8月12日、CBGKシブゲキ！！、3部のみ参加）
- 阿久津仁愛 first LIVE 2024 ～集え！～（2024年9月21日、CBGKシブゲキ！！）[27]

### DVD
- 阿久津仁愛ソロDVD「阿久津仁愛 in Thailand vol.1」（2019年8月23日発売）
- 阿久津仁愛ソロDVD「阿久津仁愛 in Thailand vol.2」（2020年12月5日発売）

### 写真集
- 阿久津仁愛ファースト写真集(仮)（2021年10月29日発売）

### ラジオ
- 2.5次元男子放送部  
  - 第27回放送（2017年10月6日）
  - 第28回放送（2017年10月13日）
- スペシャRISE↑ 
  - #81回放送（2017年10月17日）
  - #82回放送（2017年10月23日）
- オールナイトニッポンｉ 井阪郁巳と阿久津仁愛のおしゃべや～＃凸凹男子会～
  - オールナイトニッポンｉ おしゃべや
- 中山秀征のクイズ イマジネーター（2020年2月20日）

### VR動画
- 阿久津仁愛 〜前編〜 オムライス VR 恋する♥宅飲みキッチン | 360Channel
- 阿久津仁愛 〜後編〜 パンケーキ VR 恋する♥宅飲みキッチン | 360Channel

### ミュージックビデオ
- いきものがかり『あなた』（2015年）
- wacci『空に笑えば』（2018年）

### モデル
- TOKYO IT GIRL BEAUTY #131 - NYLON JAPAN
- 【COVER BOY vol.3 "阿久津仁愛"】BEAUTY&FASHION

### ネット配信
- タカトーク LINE LIVE - ゲスト出演
- 阿久津仁愛のLINE LIVE vol.1
- 阿久津仁愛のLINE LIVE vol.2
- 阿久津仁愛のLINE LIVE vol.3
- 阿久津仁愛のLINE LIVE vol.4(ゲスト・井阪郁巳)
- 阿久津仁愛のLINE LIVE vol.5(ゲスト・宇野結也)
- 阿久津仁愛のLINE LIVE vol.6(ゲスト・井阪郁巳)
- 阿久津仁愛のLINE LIVE vol.7(ゲスト・江副貴紀)
- 阿久津仁愛のLINE LIVE vol.8
- 阿久津仁愛のLINE LIVE vol.9(コラボ・永田崇人)
- 阿久津仁愛のLINE LIVE vol.10
- 阿久津仁愛のLINE LIVE vol.11
- 阿久津仁愛のLINE LIVE vol.12
- 阿久津仁愛のLINE LIVE vol.13
- 阿久津仁愛のLINE LIVE vol.14
- 阿久津仁愛のLINE LIVE vol.15
- 阿久津仁愛のLINE LIVE vol.16①
- 阿久津仁愛のLINE LIVE vol.16②
- 阿久津仁愛のLINE LIVE vol.17

## コラボアイテム
- 阿久津仁愛コラボジップパーカー◆EYE（販売期間：2018年2月14日 - 3月14日）
- 阿久津仁愛コラボ半袖Tシャツ◆EYE（販売期間：2018年2月14日 - 3月14日）